# آخر أيام اليمامة (مسلسل)
آخر أيام اليمامة هو مسلسل درامي تاريخي ملحمي وتشويق من إنتاج المركز العربي للإنتاج الإعلامي - الأردن لعام 2005، المنتج عدنان العوامله، المنتج التنفيذي طلال العوامله، بطولة غسان مسعود وزهير النوباني وصبا مبارك، إخراج أحمد دعيبس، و كتابة جمال أبو حمدان.
و بمثل العمل محنة الواقع العربي والإسلامي الراهن في آفة التنازع والتناحر الداخلي في المجتمع بعناصره وأسسه السياسية والاقتصادية والاجتماعية. إن أبرز عناصر هذه المحنة أو البلاء الذي يرتهن إليه واقعنا هو افتقاد الإيمان والأمان، وغياب العدالة وهيمنة الظلم، وضعف الرؤية والبصيرة.

## قصة المسلسل
يتناول المسلسل قصة مملكة اليمامة في مرحلتي ازدهارها وانهيارها المفجع والصراع غير المجدي بين القبيلتين العربيتين الكبيرتين طسم وجديس، فقد وقعت اليمامة في حمأة هذه الصراعات لكنها ظلت محافظة على استقلالها وازدهارها لزمن طويل إلى أن حلت فيها آفة الظلم والتجبر واستشرى بين أهلها وباء الفرقة والتنازع والتناحر، وقد استطاعت القبيلتان ساكنتا اليمامة التي تتخذ في التاريخ أسماء الحجر وعاصمتها «جو» أن تجعلا من هذه المملكة أكثر ممالك زمانها تحضراً وازدهاراً وخصباً وثراءاً إلى أن تتصاعد حالة الفرقة والتمزق بين القبيلتين الناتجة عن الظلم وافتقار العدالة والتجبر والهيمنة وقهر فئة لفئة دون حق.
تهدف القصة إلى استحضار العِبرة من التاريخ العربي من منطلق أن التاريخ قد يكرر نفسه بمآسيه ما لم تؤخذ العبرة منه. كما يؤكد القيم في إطار جمالي، بوصفه عبرة من عبر التاريخ لأهل الحاضر والمستقبل.

## الممثلون
- غسان مسعود
- زهير النوباني
- مي سكاف
- صبا مبارك
- فايز قزق
- ناريمان عبد الكريم
- إياد نصار
- سهيل جباعي
- لارا الصفدي
- ياسر المصري
- زهير حسن
- عبد الكامل خلايلة
- غزوان الصفدي
- خالد الغويري
- عبد الكريم الجراح
- أحمد العمري
- لويز عبد الكريم
- صلاح الحوراني
- محمد المجالي
- جيني إسبر
- عايدة يوسف
- رائد عودة
- جلاء عبد الله
- علي المومني
- غازي حسين
- علي ميرزا
- جاسم الأنصاري
- عبد الله عبد العزيز
- علي سلطان
- هشام هنيدي
- أنور خليل
- سميرة خوري
- علي عليان
- علي عبد العزيز
- نبيل المشيني (ضيف شرف)
- عبد الكريم القواسمي(ضيف شرف)[1]